# San Miguel Zapotitlán (Sinaloa)
El pueblo de San Miguel Zapotitlán está ubicado en el norte de Sinaloa, México. Fue fundado por el Padre Vicente del Águila el 29 de septiembre de 1608. En la misma fecha pero del año de 1928 fue nombrado ejido. El nombre con el cual fue fundado era San Miguel Arcángel, pero en 1910 por un error de correos se le cambió el nombre a San Miguel Zapotitlán. Actualmente es sede de su sindicatura homónima. En el censo 2010 del INEGI tenía una población total de 6,048 habitantes.

## Demografía
Según el censo del 2010 realizado por el INEGI, San Miguel Zapotitlán tenía una población de 3,059 hombres y 2,989 mujeres, y un total de 6,048 habitantes.

## Clima
San Miguel tiene un clima comúnmente húmedo cálido. La temperatura media anual es de 25.4 °C. Se registra una temperatura mínima anual de 17.4 °C y una máxima anual 33.3 °C, siendo la temporada más calurosa la que va de mayo a octubre. En el período de referencia, la precipitación pluvial promedio es 419 milímetros anuales, siendo los meses más lluviosos de julio a septiembre.
| Parámetros climáticos promedio de San Miguel Zapotitlán | Parámetros climáticos promedio de San Miguel Zapotitlán | Parámetros climáticos promedio de San Miguel Zapotitlán | Parámetros climáticos promedio de San Miguel Zapotitlán | Parámetros climáticos promedio de San Miguel Zapotitlán | Parámetros climáticos promedio de San Miguel Zapotitlán | Parámetros climáticos promedio de San Miguel Zapotitlán | Parámetros climáticos promedio de San Miguel Zapotitlán | Parámetros climáticos promedio de San Miguel Zapotitlán | Parámetros climáticos promedio de San Miguel Zapotitlán | Parámetros climáticos promedio de San Miguel Zapotitlán | Parámetros climáticos promedio de San Miguel Zapotitlán | Parámetros climáticos promedio de San Miguel Zapotitlán | Parámetros climáticos promedio de San Miguel Zapotitlán |
| Mes                                                     | Ene.                                                    | Feb.                                                    | Mar.                                                    | Abr.                                                    | May.                                                    | Jun.                                                    | Jul.                                                    | Ago.                                                    | Sep.                                                    | Oct.                                                    | Nov.                                                    | Dic.                                                    | Anual                                                   |
| ------------------------------------------------------- | ------------------------------------------------------- | ------------------------------------------------------- | ------------------------------------------------------- | ------------------------------------------------------- | ------------------------------------------------------- | ------------------------------------------------------- | ------------------------------------------------------- | ------------------------------------------------------- | ------------------------------------------------------- | ------------------------------------------------------- | ------------------------------------------------------- | ------------------------------------------------------- | ------------------------------------------------------- |
| Temp. máx. abs. (°C)                                    | 40                                                      | 40.5                                                    | 39                                                      | 40                                                      | 41                                                      | 43                                                      | 43                                                      | 44                                                      | 45                                                      | 41                                                      | 39.5                                                    | 36                                                      | 45                                                      |
| Temp. máx. media (°C)                                   | 27.4                                                    | 29.2                                                    | 30.5                                                    | 33                                                      | 35.6                                                    | 37.5                                                    | 37.7                                                    | 37                                                      | 36.7                                                    | 35.4                                                    | 31.7                                                    | 27.7                                                    | 33.3                                                    |
| Temp. media (°C)                                        | 19.5                                                    | 20.3                                                    | 21                                                      | 23.3                                                    | 26.1                                                    | 29.9                                                    | 31.4                                                    | 31.2                                                    | 30.7                                                    | 28                                                      | 23.3                                                    | 19.6                                                    | 25.4                                                    |
| Temp. mín. media (°C)                                   | 11.5                                                    | 11.3                                                    | 11.6                                                    | 13.5                                                    | 16.6                                                    | 22.2                                                    | 25                                                      | 25.4                                                    | 24.8                                                    | 20.5                                                    | 14.9                                                    | 11.5                                                    | 17.4                                                    |
| Temp. mín. abs. (°C)                                    | 2.5                                                     | 2                                                       | 0                                                       | 4                                                       | 6.5                                                     | 10.5                                                    | 13                                                      | 18                                                      | 17                                                      | 9                                                       | 6.5                                                     | 1.5                                                     | 0                                                       |
| Precipitación total (mm)                                | 23                                                      | 13                                                      | 6                                                       | 1                                                       | 1                                                       | 6                                                       | 70                                                      | 124                                                     | 97                                                      | 40                                                      | 16                                                      | 22                                                      | 419                                                     |
| Fuente: Weatherbase                                     |                                                         |                                                         |                                                         |                                                         |                                                         |                                                         |                                                         |                                                         |                                                         |                                                         |                                                         |                                                         |                                                         |

## Hidrografía

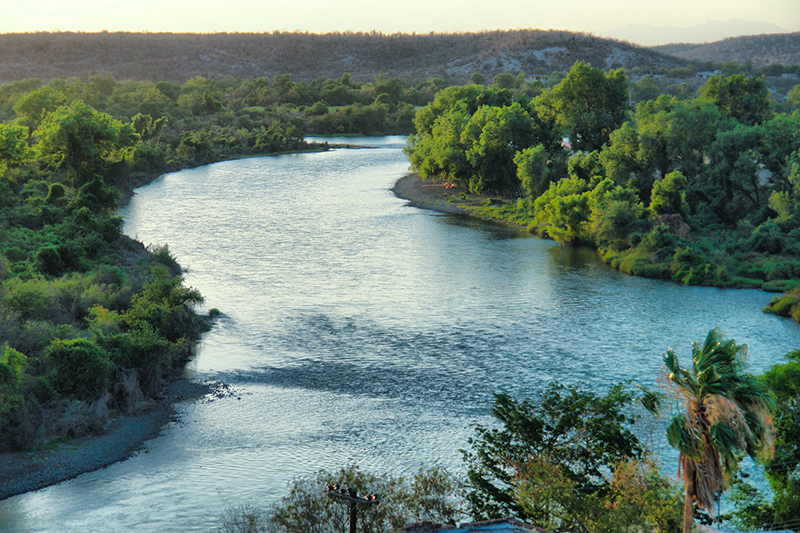
Rio Fuerte

San Miguel Zapotitlán Cuenta con un Río de nombre Río Fuerte el único del municipio de Ahome, cuya cuenca drena parte de los estados de Chihuahua (Sierra Tarahumara) y Sinaloa (Altos del Fuerte y Choix, y el Valle del Fuerte). Se forma por la confluencia de los ríos Verde y Urique.
| Rio        | Longitud (km) | Escurrimiento Superficial (Millones de M3/año) | Área de la Cuenca | Municipios               |
| ---------- | ------------- | ---------------------------------------------- | ----------------- | ------------------------ |
| Rio Fuerte | 670           | 5,176                                          | 35,580            | Choix, El Fuerte y Ahome |

## Educación
Bertha voon glumer- Kinder
Dr. Rigoberto Aguilar Pico- Primaria
Alfonso Pellegrini- Primaria

### Educación media superior
- Cobaes 05 Profra. Francisca Guerrero Hermosillo
- Técnica #18
- Rio zuaque